# Oleksîne, Trosteaneț
Oleksîne (în ucraineană Олексине) este un sat în comuna Bilka din raionul Trosteaneț, regiunea Sumî, Ucraina.

## Demografie
Componența lingvistică a localității Oleksîne
     Ucraineană (92,58%)
     Rusă (7,18%)
     Alte limbi (0,24%)
Conform recensământului din 2001, majoritatea populației localității Oleksîne era vorbitoare de ucraineană (92,58%), existând în minoritate și vorbitori de rusă (7,18%).